# العرجين (عبس)

تعديل مصدري - تعديل

العرجين هي إحدى قرى عزلة الوسط بمديرية عبس التابعة لمحافظة حجة، بلغ تعداد سكانها 258 نسمة حسب تعداد اليمن لعام 2004.